# Pteroxena papillifera
Pteroxena papillifera is een eenoogkreeftjessoort. De wetenschappelijke naam van de soort is voor het eerst geldig gepubliceerd in 1976 door Stock & van der Spoel.